# Jules Buysse
Jules Buysse (Wontergem, 13 augustus 1901 - 31 december 1950) was een Belgisch wielrenner. Jules Buysse was beroepsrenner van 1925 tot 1932.

## Wielerloopbaan
Buysse won in 1926 na een lange ontsnapping de openingsetappe in de Ronde van Frankrijk (Évian-Mulhouse, 373 km) en was zo één dag ook geletruidrager. In de elfde etappe eindigde hij op de tweede plaats. Veel andere grote uitslagen reed hij niet.
Jules Buysse was de jongere broer van tourwinnaar Lucien Buysse en van wielrenner Marcel Buysse.

## Belangrijkste overwinningen
1926
- 1e etappe Ronde van Frankrijk

## Resultaten in voornaamste wedstrijden
| Jaar | Ronde van Italië | Ronde van Frankrijk | Ronde van Spanje |
| ---- | ---------------- | ------------------- | ---------------- |
| 1925 |                  | 15e                 |                  |
| 1926 |                  | 9e (1)              |                  |
| 1927 |                  |                     |                  |
| 1928 |                  |                     |                  |
| 1932 |                  | 40e                 |                  |

| Jaar | Ronde van Vlaanderen | Parijs-Roubaix | Parijs-Brussel |
| ---- | -------------------- | -------------- | -------------- |
| 1925 |                      |                | 17e            |
| 1926 | 13e                  | 26e            | 9e             |
| 1927 |                      | 62e            |                |
| 1928 |                      | 40e            | 11e            |
| 1932 |                      |                |                |